# تقويم قبطي
التقويم القبطي أو التقويم السكندري هو تقويم تستعمله الكنيسة القبطية الأرثوذكسية والمزارعون في مصر، وظهر نتيجة تغيير البطالمة في التقويم المصري؛ حيث تعرّض التقويم المصري للتغيير في العام 238 قبل الميلاد، من قبل بطليموس الثالث الذي أحدث فيه عدة تغييرات؛ عن طريق زيادة عدد أيام السنة المصرية، وهي تغييرات لم ترق للكهنة المصريين، فأجهض المشروع. ولكن تم إعادة تطبيقه مرة أخرى في العام 25 قبل الميلاد على يد الإمبراطور أغسطس الذي غيّر تمامًا من التقويم المصري ليتزامن مع التقويم اليولياني الجديد (وهو أساس التقويم الجريجوري الذي يسير عليه الغرب إلى اليوم). وهكذا ظهر إلى الوجود «التقويم القبطي» الذي تعمل به الكنيسة الأرثوذكسية المصرية حتى اليوم، والذي يختلف عن التقويم المصري الفرعوني.
وتتألف السنة القبطية من نفس أسماء الشهور التي يتألف منها التقويم المصري، وهي كالتالي:

## رابط خارجي
- توقيعات الفلكية على الشهور القبطية هو مخطوط عربي من 1678.